# ヴィットリオ・アリゴーニ
ヴィットリオ・アリゴーニ（Vittorio Arrigoni、1975年2月4日 - 2011年4月15日）は、イタリアのジャーナリスト、人権活動家。ロンバルディア州モンツァ・エ・ブリアンツァ県ベザーナ・イン・ブリアンツァ出身。
2008年よりガザ地区に滞在し、パレスチナをイスラエルの占領からの解放を目指す非営利組織『国際連帯運動』のメンバーとして活動していた。2011年4月、ガザ地区にてアルカイダとの関連を持つスンニ派の『サラフィタ』に誘拐された。同日にはYouTubeに犯行声明の動画がアップされ、ハマスに拘束されているメンバーの釈放を要求し、拒否するようならば殺害するとの発表をした。
同月15日、ガザ市内の路上にてアリゴーニの死体が発見された。ハマス支配下のガザ地区において外国人が誘拐、殺害されたのは初めての出来事であった。